# Otto I de Merania
Otto I (n. 1180 – d.c. 1234) a fost duce de Andechs și de Merania din anul 1204.
Otto a fost fiul ducelui Berthold de Dießen, duce de Andechs și Merania, cu Agnes de Rochlitz. De asemenea, în urma căsătoriei cu contesa Beatrice a II-a de Burgundia, el a devenit conte palatin de Burgundia sub numele Otto al II-lea.
La moartea tatălui său în 1204, Otto a devenit duce de Andechs și de Merania. S-a căsătorit în 1208 cu Beatrice de Burgundia.
La moartea soției sale în 1231, Otto a pierdut titlul de conte palatin de Burgundia fiind succedat în acest comitat de fiul său Otto al III-lea. 
La moartea sa, în 1234, fiul său a preluat și moștenirea din Andechs și Merania, sub numele de Otto al II-lea.
Pe lângă Otto, Otto I de Merania și Beatrice au mai avut următorii copii:
- Agnes, căsătorită mai întâi cu ducele Frederic al II-lea al Austriei, iar apoi cu ducele Ulrich al III-lea de Carintia;
- Beatrice, căsătorită cu contele Hermann al II-lea de Orlamünde;
- Margareta, căsătorită cu Přemysl de Moravia, iar apoi cu contele Frederic de Truhendingen;
- Adelaida, care i-a succedat fratelui ei Otto;
- Elisabeta, căsătorită cu burgraful Frederic al III-lea de Nürnberg.